# Asino romagnolo
L'asino romagnolo è una razza asinina autoctona della Romagna. Oggi è allevato in Emilia-Romagna, Marche, Toscana, Veneto e Lombardia.

## Caratteristiche
Ha lunghe orecchie orlate di scuro, croce scapolare di Sant'Andrea, musello e ventre chiaro, tracce di zebratura agli arti.

## Storia recente
All'inizio del XX secolo si contavano oltre 9.000 capi. L'asino romagnolo, versatile e qualitativo, era utilizzato sia da soma sia per il trasporto (su biroccio), grazie alle sue eccellenti qualità di trottatore, che gli permettono di mantenere l'andatura per lunghe distanze. Nel censimento del 1918 furono contati 5267 capi totali.

La razza fu decimata dalle truppe tedesche durante la seconda guerra mondiale, tanto che nel 1945 fu considerata estinta. In realtà ne erano rimasti poche decine di esemplari, confinati nei poderi meno accessibili dell'Appennino forlivese.
Nel 1996 iniziò l'opera di recupero, su iniziativa dell'Associazione Provinciale Allevatori di Forlì-Cesena-Rimini. Il primo obiettivo fu quello di ottenere il neo-riconoscimento della razza asinina da parte del «Registro anagrafico italiano delle razze a rischio estinzione».
Su richiesta degli allevatori romagnoli, la Regione Emilia-Romagna e l'Associazione Provinciale Allevatori di Ravenna condussero tra il 2002 e il 2003 un censimento, che ne registrò 76 capi: 15 maschi e 61 femmine. Successivamente iniziò l'iter per il riconoscimento a razza che, dopo una prima bocciatura nel 2003,  (causa scarsa documentazione bibliografica), si concluse felicemente il 21 giugno 2005. Da allora l'Asino romagnolo è riconosciuto tra le sette razze italiane "a limitata diffusione".
Da allora il numero dei capi ha iniziato una costante crescita, fino ad arrivare, nel 2022, a 1207 esemplari. La qualità della razza è tutelata dall'Associazione Italiana Razza Asino Romagnolo Allevatori (As.I.R.A.R.A.), costituita il 1º aprile 2011 ad Imola.